# Cooper T43
Chronologie des modèles (1957-1958-1959-1960)
Cooper T40 Cooper T44
La Cooper T43 est une monoplace de Formule 1 engagée par l'écurie Cooper Car Company et d'autres écuries privées entre 1957 et 1960. Avec cette voiture, le pilote Britannique Stirling Moss remporte le Grand Prix d'Argentine 1958.